# Malin-Sarah Gozin
Malin-Sarah Gozin (Aarschot, 1975) is een Vlaams scenarioschrijver.
In 1998 behaalde ze een master Germaanse talen aan de KU Leuven. Een aanvullende master cultuur en communicatie behaalde ze aan de KUB. Tijdens deze laatste studies deed ze een stage bij het productiehuis TV De Wereld met onder meer researchwerk voor Zalm voor Corleone. Gozin woont in Mechelen.
Ze begon haar carrière als creative producer en eindredacteur bij het productiehuis TV De Wereld. Daar werkte ze mee aan programma's als Go 2, Gentse Waterzooi en De beste Belg. Bij het productiehuis Caviar waar ze vervolgens werkte, tekende ze voor de productie van De Olympische Droom, Anneliezen en de langspeeldocumentaire Bedankt & Merci.
Malin-Sarah Gozin bedacht voor vtm twee televisiereeksen: Clan uit 2012 (waarvoor ze lofbetuigingen kreeg bij de uitreiking van de Vlaamse Televisie Sterren en een auteursprijs van deAuteurs) en Connie & Clyde uit 2013.
Ze schreef daarnaast ook Tabula rasa voor de vrt dat eind 2017 werd uitgezonden. 
In 2018 ontving zij de Edmond Hustinxprijs voor toneelschrijvers.
In 2025 kwam de door haar geschreven serie Dood Spoor uit op Play4.